# Analisi con fascio ionico
L'analisi con fascio ionico (dall'inglese "Ion Beam Analysis", abbr. IBA) è un'importante famiglia di tecniche analitiche che prevedono l'uso di fasci di ioni accelerati ad energie dell'ordine di MeV per sondare la composizione e ottenere profili di profondità di elementi nello strato superficiale di solidi.
Tutti i metodi IBA hanno un'alta sensibilità e consentono il rilevamento di elementi con sensibilità di frazioni di monostrato. La risoluzione in profondità delle tecniche è tipicamente tra pochi nanometri a qualche decina di nanometri, a seconda della tecnica e della conoscenza delle perdite di energia.  La profondità analizzata varia da qualche decina di nanometri a qualche decina di micrometri.
I metodi IBA sono quantitativi con una precisione di qualche punto percentuale, in genere determinata dall'incertezza dello o degli standard di calibrazione in genere necessari. L'uso del fenomeno di channelling associato a tecniche di IBA consente analisi di cristallinità, permettendo anche di determinare il profilo in profondità del danno nei singoli cristalli o la localizzazione reticolare di impurezze presenti in tracce (anche < ppb).
- RBS: Il backscattering di Rutherford (dall'inglese Rutherford backscattering spectrometry) è una tecnica quantitativa sensibile agli elementi pesanti in una matrice leggera e si basa su interazioni ioni-nucleo di tipo elastico[1].
- rRBS: Il backscattering risonante (non di Rutherford) può essere sensibile anche agli elementi leggeri in una matrice pesante. Il termine rRBS viene utilizzato quando la particella/ione incidente possiede un'energia tale da superare la barriera coulombiana del nucleo bersaglio. L'interazione non sarà più di tipo "alla Rutherford" ovvero puramente coulombiana. In questo caso un approccio quantistico deve essere affrontato per ottenere una sezione d'urto di scattering. In genere questo approccio è troppo complesso, e ci si basa su misure sperimentali delle sezioni d'urto.
- ERD o ERDA: il analisi di nuclei di rinculo elastico (dall'inglese Elastic Recoil Detection Analysis) è una tecnica quantitativa sensibile agli elementi leggeri in una matrice pesante. In genere è utilizzata per rilevare e quantificare la presenza di idrogeno.
- PIXE: L'emissione di raggi X indotta da particelle (dall'inglese Proton or Particle induced X-Ray Emission) permette una analisi di composizione elementare di materiali tramite la rilevazione di raggi X indotti dall'urto di fasci ionici.
- NRA: L'analisi da reazione nucleare (dall'inglese Nuclear Reaction Analysis) è una tecnica sensibile a particolari isotopi e permette l'analisi e la quantificazione di un particolare ione all'interno di un materiale[1]. È possibile condurre anche un'analisi risolta in spessore e permette limiti di rilevabilità molto bassi, anche di frazioni di monostrato.
- Channelling: il fascio ionico incidente può subire processi di deviazione e incanalamento all'interno di un materiale cristallino se il cristallo viene allineato accuratamente al fascio ionico[2]. Assi o piani cristallografici allineati al fascio fanno sì che quest'ultimo si propaghi all'interno di un materiale in modo non uniforme, confinandolo principalmente tra le righe o i piani dei filari atomici. Questo è dovuto all'effetto di un potenziale repulsivo dato dai nuclei atomici ordinati del cristallo che generano un potenziale periodico dentro il quale il fascio si muove. Questo causa la diminuzione della probabilità di scattering tra ione e nuclei e, in combinazione ad una delle tecniche precedenti, permette analisi di tipo cristallografico/reticolare particolari, come lo studio di difetti, la localizzazione reticolare di impurezze ecc.

La valutazione quantitativa dei metodi IBA richiede l'uso di software di simulazione e analisi dei dati dedicati.  SIMNRA (PDF),  Rump. URL consultato l'11 luglio 2021 (archiviato dall'url originale il 26 settembre 2021). e DataFurnace sono solo alcuni dei programmi più popolari per l'analisi di RBS, ERD e NRA, mentre  GUPIX. è popolare per PIXE. Sono inoltre presenti molti software non commerciali sviluppati da gruppi universitari sia di dominio pubblico e non.
L'analisi tramite l'uso di fasci ionici è basata sul fatto che le interazioni ione-atomo sono indotte dall'introduzione di ioni energetici nel materiale bersaglio da indagare. Le principali interazioni comportano l'emissione di prodotti che consentono di raccogliere informazioni riguardanti il numero, il tipo, la distribuzione e la disposizione strutturale degli atomi in un materiale. Per usare queste interazioni per determinare la composizione del campione, è necessario non solo scegliere una tecnica specifica, ma anche determinare le condizioni di irraggiamento, il sistema di rilevamento, il fascio e in generale le condizioni che permetteranno la rilevazione delle informazioni al meglio, fornendo la sensibilità e i limiti di rilevamento necessari.
La strumentazione di base di un apparato a fascio ionico è formata da un acceleratore che produce un fascio ionico che è collegato ad un tubo di trasporto del fascio in vuoto e fornito di dispositivi per la manipolazione del fascio (sistemi magnetici: magnete analizzatore, quadrupoli magnetici). Questo apparato deve isolare le specie ioniche e la carica di interesse (ad esempio deve poter selezionare ioni elio singolo o doppio carichi, che in genere sono prodotti contemporaneamente) che devono poi essere trasportate attraverso una linea di fascio in vuoto fino alla camera di misura, dov'è presente il materiale bersaglio. Nella camera di misura il fascio ionico entrerà in contatto con il campione, avverrà l'interazione tra gli ioni e il materiale e i prodotti dell'interazione saranno rilevati dai rivelatori posti al suo interno. La configurazione dell'apparato può essere modificata e resa più complessa con l'incorporazione di componenti aggiuntivi ed in genere le camere di misura sono predisposte per poter eseguire diverse tecniche di misura come RBS, NRA, rRBS ma anche PIXE. Le tecniche per l'analisi da fascio ionico sono progettate per scopi specifici. I tipi e le disposizioni dei rivelatori per le tecniche a fascio ionico sono mostrati nella tabella 1.
|       | Prodotto        | Rivelatore                    | Configurazione | Vuoto     |
| ----- | --------------- | ----------------------------- | --- | --------- |
| LEIS  | Ioni scatterati | Channeltron                   | Vuoto, mobile vantaggioso La misurazione dell'energia richiede Analizzatore elettrostatico/magnetico                                        | UHV       |
| SIMS  | Ioni secondari  | Channeltron                   | Vuoto, geometria fissa Bassa risoluzione di massa con ESA, QMA Elevata risoluzione di massa con Sector Field Analyzer                       | UHV       |
| SIPS  | Fotoni ottici   | Spettrofotometro              | Esterno alla camera, geometria fissa, alta risoluzione in lunghezza d'onda.                                                                 | < 1mPa    |
| PIXE  | raggi X         | Si (Li) IG                    | Sottovuoto o esterno alla camera di misura. Finestra sottile. Raffreddamento con azoto liquido                                              | < 1mPa    |
| RBS   | Ioni            | a semiconduttore              | Vuoto, geometria mobile Disposizione piccola e semplice                                                                                     | < 100 mPa |
| RBS-C | Ioni            | a semiconduttore              | Uguale a RBS. Movimentazione del campione grazie a goniometro di precisione.                                                                | < 100 mPa |
| ERA   | Ioni            | a semiconduttore              | Geometria ad angolo radente per una migliore risoluzione in profondità                                                                      |           |
| NRA   | Ioni            | a semiconduttore              | Rivelatori con angoli solidi maggiori rispetto all'RBS                                                                                      |           |
| PIGME | Raggi gamma     | Ge (Li) NaI                   | Finestra con rilevazione esterna dalla camera, detector in criostato Alta risoluzione, bassa efficienza Scarsa risoluzione, alta efficienza | < 100 mPa |
| NRA   | Neutroni        | BF 3 Li vetroso Scintillatore | Esterno, bassa efficienza Solo rilevamento Ampia risoluzione per spiegamento                                                                |           |

L'analisi da fascio ionico ha trovato impiego in una serie di applicazioni molto vaste, che vanno dagli usi biomedici allo studio di antichi manufatti, ma soprattutto allo studio di materiali per la micro e nanoelettronica, fotonica, fotovoltaico e molto altro.
La popolarità di queste tecniche deriva dalla possibilità di ottenere dati con elevata sensibilità, che possono essere raccolti senza danneggiamenti o artefatti significativi per i materiali in analisi. L'impareggiabile successo riscontrato nell'uso dell'analisi da fascio ionico è stato praticamente incontrastato negli ultimi trent'anni fino a poco tempo fa, quando nuove tecnologie in via di sviluppo sono entrate nel mercato. Da allora, l'uso dell'analisi da fascio ionico non è svanito, ma anzi sono state trovate diverse nuove applicazioni che sfruttano le sue capacità di rilevamento aventi sensibilità non riscontrabili in nessuna altra tecnica. In un'era in cui le tecnologie vecchie possono diventare obsolete in un istante, l'analisi da fascio di ioni è rimasta un pilastro nel campo scientifico e tutt'oggi sembra ancora crescere e espandersi grazie ai ricercatori che stanno trovando sempre nuovi campi per l'utilizzo di queste tecniche.